# Hatton (Alabama)
Hatton es un lugar designado por el censo ubicado en el condado de Lawrence en el estado estadounidense de Alabama. Según la Oficina del Censo de los Estados Unidos, en el año 2010 tenía una población de 261 habitantes.

## Geografía
Hatton se encuentra ubicado en las coordenadas 34°33′38″N 87°24′50″O / 34.56056, -87.41389.